# Departamento Tulumba
Tulumba es un departamento en la provincia de Córdoba (Argentina).

## Superficie y límites
El departamento posee 9.737 km² y limita al norte con los departamentos  Sobremonte y Río Seco y con la provincia de Santiago del Estero, al oeste y noroeste con la provincia de Catamarca y en un pequeño sector con el departamento Cruz del Eje, al sur con los departamentos Ischilin, Totoral y Río Primero y al este con la laguna Mar Chiquita y el departamento San Justo.

## Organización territorial
Para fines catastrales el departamento se divide en 5 pedanías: 
- Dormida
- Intihuasi
- Mercedes
- Parroquia
- San Pedro

El departamento comprende 9 gobiernos locales, cuyos ejidos municipales no son colindantes y por tanto no ocupan la totalidad del territorio departamental. Se encuentran categorizados en 6 municipios:
- Las Arrias
- Lucio V. Mansilla
- San José de La Dormida
- San José de Las Salinas
- San Pedro Norte
- Villa Tulumba

Y 3 comunas:
- Churqui Cañada
- El Rodeo
- Rosario del Saladillo

La localidad de El Tuscal no se constituye en gobierno local y por tanto no posee ejido municipal ni autoridades propias, administrativamente depende de Lucio V. Mansilla ya que se encuentra dentro del ejido de ese municipio.

## Demografía

### Estructura
Según el censo 2022 la población total del departamento es de 14 134 personas, repartidas en 
7 082 mujeres y 7 052 hombres, con un índice de masculinidad de 99,5 hombres por cada 100 mujeres. 
La edad mediana de la población es de 33 años (tanto entre las mujeres como entre los hombres).
El 14,5% de la población tiene más de 65 años (frente al 12,4% en 2010), y el 3,3% de la población tiene más de 80 años (frente al 2,7% en 2010)

### Salud y educación
El 50,4% de la población tiene al menos un tipo de cobertura de salud. 
Unas 4 072 personas asisten a algún tipo de establecimiento educativo de cualquier nivel y unas  906 personas tienen un título terciario o superior (10,0% sobre el total de la población instruida). La tasa de alfabetización es del 99,8

### Migraciones
De las personas residentes en el departamento, unas 1 148 (8,1% del total de población) nacieron en otra provincia, y unas  49 (0,3% del total de población) lo hicieron fuera del país, siendo los grupos de inmigrantes más numerosos los provenientes de:
- Bolivia: 13 personas
- Uruguay: 8 personas
- Perú: 5 personas
- Chile: 3 personas
- China: 2 personas
- España: 2 personas
- Italia: 2 personas
- Paraguay: 2 personas

### Hogares
En el departamento hay un total de 7 055 viviendas  y 5 147 hogares. 
En cuanto al régimen de tenencia y regularidad de la propiedad de las viviendas, el 60,3% es propia, el 13,8% es alquilada, el 10,2% es cedida o prestada, y el resto se encuentra en otra situación.
Sobre el total de hogares, 4 146 (80,5% del total) tienen acceso a red pública de agua corriente, solo  116 (2,2% del total) tienen desagüe y descarga a red pública cloacal, solo  47 (0,9% del total) tienen acceso a red pública de gas, y 2 198 (42,7% del total) tienen acceso a red de internet en la vivienda. 

## Sismicidad
La sismicidad de la región de Córdoba es frecuente y de intensidad baja, y un silencio sísmico de terremotos medios a graves cada 30 años en áreas aleatorias. Sus últimas expresiones se produjeron:
- 22 de septiembre de 1908 (116 años), a las 17.00 UTC-3, con 6,5 Richter, escala de Mercalli VII; ubicación 30°30′0″S 64°30′0″O / -30.50000, -64.50000; profundidad: 100 km; produjo daños en Deán Funes, Cruz del Eje y Soto, provincia de Córdoba, y en el sur de las provincias de Santiago del Estero, La Rioja y Catamarca[25]

- 16 de enero de 1947 (78 años), a las 2.37 UTC-3, con una magnitud aproximadamente de 5,5 en la escala de Richter (terremoto de Córdoba de 1947)[24]

- 28 de marzo de 1955 (70 años), a las 6.20 UTC-3 con 6,9 Richter: además de la gravedad física del fenómeno se unió el desconocimiento absoluto de la población a estos eventos recurrentes (terremoto de Villa Giardino de 1955)

- 7 de septiembre de 2004 (20 años), a las 8.53 UTC-3 con 4,1 Richter

- 25 de diciembre de 2009 (15 años), a las 21.42 UTC-3 con 4,0 Richter

## Curiosidades
En este departamento se encuentra el punto más alejado de las fronteras y de las costas sudamericanas del país.